# Lucien Acou
Lucien Acou (født 28. marts 1921 i Vinkem, død 15. februar 2016 i Jette) var en cykelrytter fra Belgien. Hans primære disciplin var banecykling. Acou var aktiv fra 1942 til 1956.
Acou deltog i 32 seksdagesløb, hvor det sammen med makker Achiel Bruneel blev til to sejre.
Ved den tredje udgave af Københavns seksdagesløb efter 2. verdenskrig blev det i 1953 til tredjepladsen med makker Achiel Bruneel.
Lucien Acous datter, Claudine Acou, blev i december 1967 gift med cykelrytter Eddy Merckx.